# Séméacq-Blachon
Pour les articles homonymes, voir Blachon (homonymie).
Pour l’article ayant un titre homophone, voir Séméac.
Séméacq-Blachon (en béarnais Semiac-Blaishon ou Semiac-Blachoû) est une commune française située dans le département des Pyrénées-Atlantiques, en région Nouvelle-Aquitaine.

## Géographie

### Localisation
La commune de Séméacq-Blachon se trouve dans le département des Pyrénées-Atlantiques, en région Nouvelle-Aquitaine.
Elle se situe à 39 km par la route de Pau, préfecture du département, et à 36 km de Serres-Castet, bureau centralisateur du canton des Terres des Luys et Coteaux du Vic-Bilh dont dépend la commune depuis 2015 pour les élections départementales. 
La commune fait en outre partie du bassin de vie de Lembeye.
Les communes les plus proches sont : 
Arricau-Bordes (2,0 km), Castillon (2,5 km), Lasserre (2,8 km), Crouseilles (3,3 km), Corbère-Abères (3,6 km), Monpezat (3,6 km), Lespielle (3,9 km), Escurès (4,0 km).
Sur le plan historique et culturel, Séméacq-Blachon fait partie de la province du Béarn, qui fut également un État et qui présente une unité historique et culturelle à laquelle s’oppose une diversité frappante de paysages au relief tourmenté.

### Communes limitrophes
Les communes limitrophes sont  Arricau-Bordes, Aurions-Idernes, Castillon, Corbère-Abères, Crouseilles, Lasserre, Moncaup et Monpezat.
|                | Aurions-Idernes | Crouseilles       |
| Arricau-Bordes | Séméacq-Blachon | Lasserre          |
| Castillon      | Corbère-Abères  | Monpezat, Moncaup |

### Hydrographie

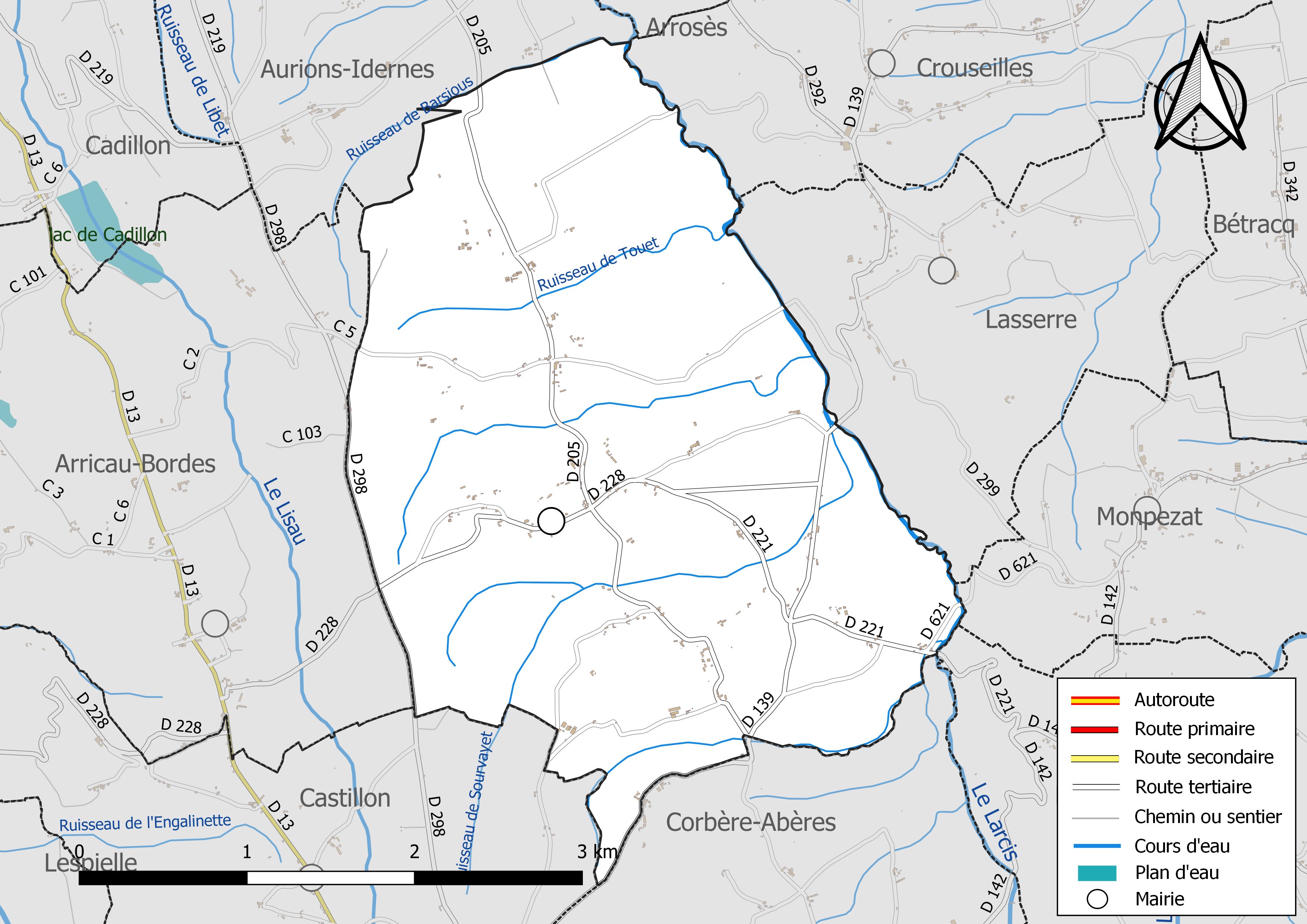
Réseaux hydrographique et routier de Séméacq-Blachon.

La commune est drainée par le Larcis, le ruisseau de Barsious, le ruisseau de Sourvayet, le ruisseau de Touet, et par divers petits cours d'eau, constituant un réseau hydrographique de 15 km de longueur totale,.
Le Larcis, d'une longueur totale de 34,8 km, prend sa source dans la commune de Luc-Armau, et s'écoule vers le nord-ouest. Il se jette dans le Léez à Projan, après avoir traversé 20 communes.

### Climat
Pour des articles plus généraux, voir Climat de la Nouvelle-Aquitaine et Climat des Pyrénées-Atlantiques.
Historiquement, la commune est exposée à un climat océanique aquitain.  
En 2020, Météo-France publie une typologie des climats de la France métropolitaine dans laquelle la commune est dans une zone de transition entre le climat océanique altéré et le climat de montagne et est dans la région climatique Aquitaine, Gascogne, caractérisée par une pluviométrie abondante au printemps, modérée en automne, un faible ensoleillement au printemps, un été chaud (19,5 °C), des vents faibles, des brouillards fréquents en automne et en hiver et des orages fréquents en été (15 à 20 jours).
Pour la période 1971-2000, la température annuelle moyenne est de 13 °C, avec une amplitude thermique annuelle de 14,9 °C. Le cumul annuel moyen de précipitations est de 1 047 mm, avec 11,4 jours de précipitations en janvier et 7,7 jours en juillet. Pour la période 1991-2020, la température moyenne annuelle observée sur la station météorologique la plus proche, située sur la commune de Mont-Disse à 7 km à vol d'oiseau, est de 13,9 °C et le cumul annuel moyen de précipitations est de 1 010,8 mm,. Pour l'avenir, les paramètres climatiques de la commune estimés pour 2050 selon différents scénarios d’émission de gaz à effet de serre sont consultables sur un site dédié publié par Météo-France en novembre 2022.

### Milieux naturels et biodiversité
Aucun espace naturel présentant un intérêt patrimonial n'est recensé sur la commune dans l'inventaire national du patrimoine naturel,,.

## Urbanisme

### Typologie
Au 1er janvier 2024, Séméacq-Blachon est catégorisée commune rurale à habitat très dispersé, selon la nouvelle grille communale de densité à sept niveaux définie par l'Insee en 2022.
Elle est située hors unité urbaine. Par ailleurs la commune fait partie de l'aire d'attraction de Pau, dont elle est une commune de la couronne,. Cette aire, qui regroupe 227 communes, est catégorisée dans les aires de 200 000 à moins de 700 000 habitants,.

### Occupation des sols

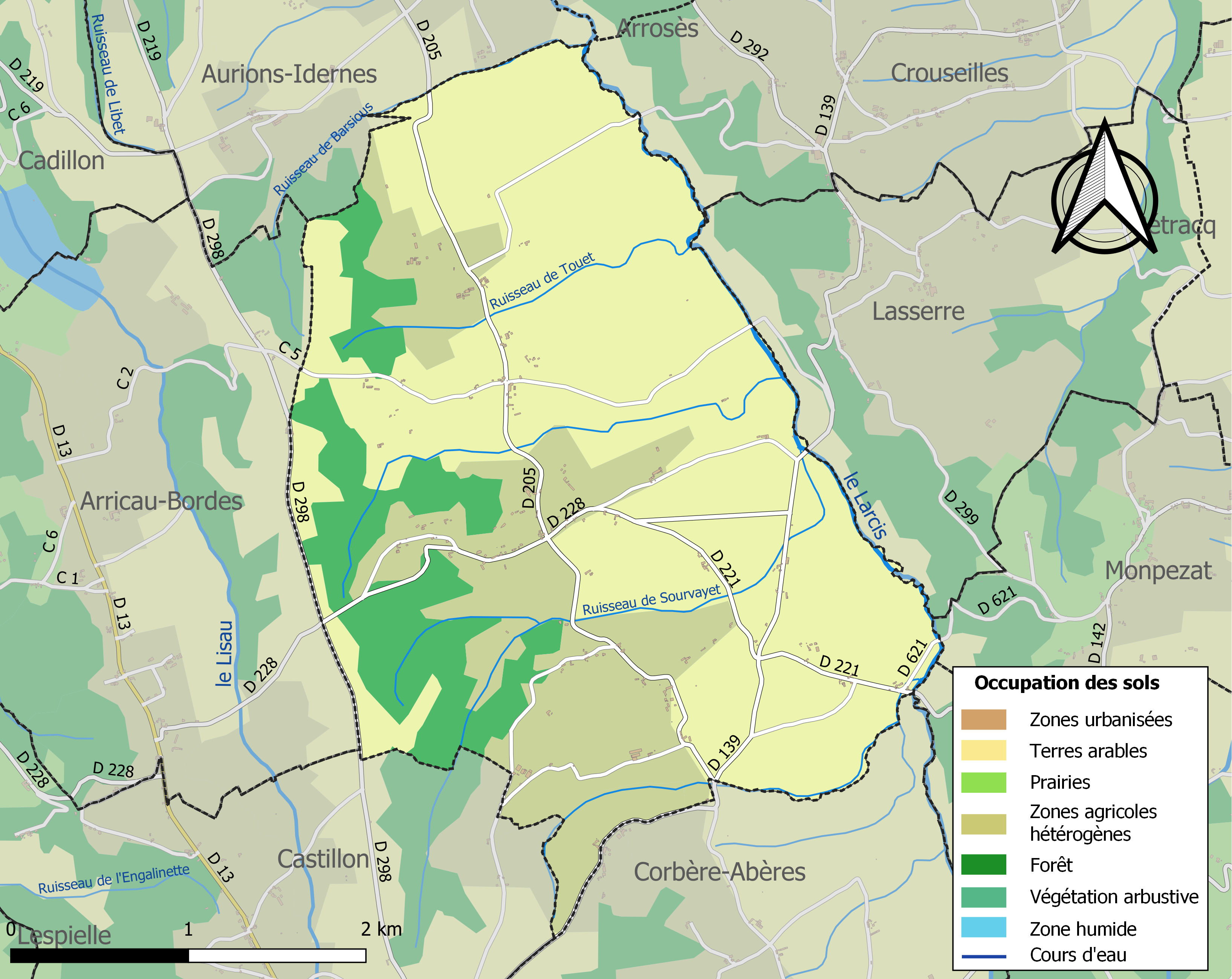
Carte des infrastructures et de l'occupation des sols de la commune en 2018 (CLC).

L'occupation des sols de la commune, telle qu'elle ressort de la base de données européenne d’occupation biophysique des sols Corine Land Cover (CLC), est marquée par l'importance des territoires agricoles (86,8 % en 2018), une proportion sensiblement équivalente à celle de 1990 (86,4 %). La répartition détaillée en 2018 est la suivante : 
terres arables (61,9 %), zones agricoles hétérogènes (24,9 %), forêts (13,2 %). L'évolution de l’occupation des sols de la commune et de ses infrastructures peut être observée sur les différentes représentations cartographiques du territoire : la carte de Cassini (XVIIIe siècle), la carte d'état-major (1820-1866) et les cartes ou photos aériennes de l'IGN pour la période actuelle (1950 à aujourd'hui).

### Lieux-dits et hameaux
- Blachon : Cassoulat, Château ;
- Séméacq : Église, Larribère, la Pèdes, Pouey.

### Voies de communication et transports
Elle est desservie par les routes départementales 139, 205, 228 et 298.

### Risques majeurs
Le territoire de la commune de Séméacq-Blachon est vulnérable à différents aléas naturels : météorologiques (tempête, orage, neige, grand froid, canicule ou sécheresse), inondations et séisme (sismicité modérée). Un site publié par le BRGM permet d'évaluer simplement et rapidement les risques d'un bien localisé soit par son adresse soit par le numéro de sa parcelle.
Certaines parties du territoire communal sont susceptibles d’être affectées par le risque d’inondation par une crue à  débordement lent de cours d'eau, notamment le Larcis. La commune a été reconnue en état de catastrophe naturelle au titre des dommages causés par les inondations et coulées de boue survenues en 1982 et 2009,.

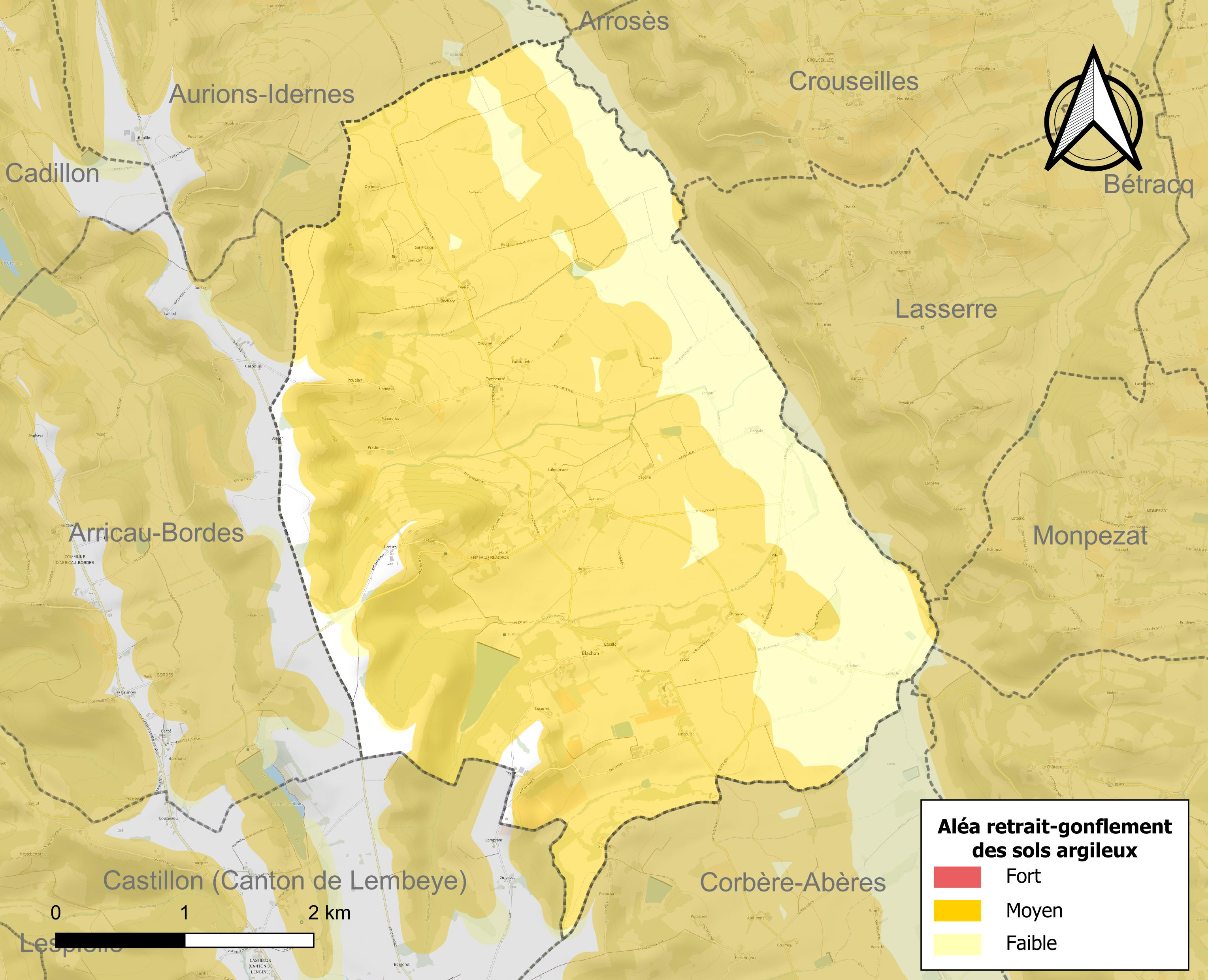
Carte des zones d'aléa retrait-gonflement des sols argileux de Séméacq-Blachon.

Le retrait-gonflement des sols argileux est susceptible d'engendrer des dommages importants aux bâtiments en cas d’alternance de périodes de sécheresse et de pluie. 76,3 % de la superficie communale est en aléa moyen ou fort (59 % au niveau départemental et 48,5 % au niveau national). Depuis le 1er octobre 2020, en application de la loi ELAN, différentes contraintes s'imposent aux vendeurs, maîtres d'ouvrages ou constructeurs de biens situés dans une zone classée en aléa moyen ou fort,.

## Toponymie
Le toponyme Séméacq apparaît sous les formes Semeacum (1118, cartulaire du château de Pau), Semeagon et Semiac (respectivement 1674 et 1683, réformation de Béarn), Séméacq (1739, dénombrement de Séméacq) et Séméac (1863, dictionnaire topographique Béarn-Pays basque).
Le toponyme Blachon, village de Séméacq, apparaît sous les formes Blaysso (XIIe siècle, d'après Pierre de Marca), Blexoo (1343, hommages de Béarn), Blasxoo (1385, censier de Béarn), Blaxoo (1396, notaires de Navarrenx), Blaixoo et Blaxon (respectivement 1538 et 1546, réformation de Béarn).
Le nom béarnais de la commune est Semiac-Blaishon ou Semiac-Blachoû. 
Toutefois, le graphème x (gascon) qui correspond à ch (français) ou sh (anglais, occitan) est typique du gascon béarnais officiel encore au XVIe siècle, comme le montrent les exemples précédents. Il persiste en basque, voisin et aussi un substrat du gascon.

## Histoire
Paul Raymond note que Blachon comprenait une abbaye laïque, vassale de la vicomté de Béarn. En 1385, ce village comptait cinq feux et dépendait du bailliage de Lembeye.

## Politique et administration
| Période                                  | Période  | Identité            | Étiquette | Qualité |
| ---------------------------------------- | -------- | ------------------- | --------- | ------- |
| ?                                        | ?        | Maurice Delom-Sorbé |           |         |
| 1995                                     | 2001     | Marcel Jacob        |           |         |
| 2001                                     | 2008     | Gilbert Lafourcade  |           |         |
| 2008                                     | 2020     | René Baud           |           |         |
| 2020                                     | En cours | Hélène Desjentils   |           |         |
| Les données manquantes sont à compléter. |          |                     |           |         |

### Intercommunalité
Séméacq-Blachon fait partie de quatre structures intercommunales :
- la communauté de communes du Nord-Est Béarn ;
- le SIVU de regroupement pédagogique d'Aurions-idernes, Arrosès, Séméacq-Blachon et Moncaup ;
- le syndicat d'énergie des Pyrénées-Atlantiques ;
- le syndicat intercommunal d'alimentation en eau potable (SIAEP) du Vic-Bilh Montanérès.

## Population et société

### Démographie
L'évolution du nombre d'habitants est connue à travers les recensements de la population effectués dans la commune depuis 1793. Pour les communes de moins de 10 000 habitants, une enquête de recensement portant sur toute la population est réalisée tous les cinq ans, les populations de référence des années intermédiaires étant quant à elles estimées par interpolation ou extrapolation. Pour la commune, le premier recensement exhaustif entrant dans le cadre du nouveau dispositif a été réalisé en 2004.

En 2022, la commune comptait 156 habitants, en évolution de −7,69 % par rapport à 2016 (Pyrénées-Atlantiques : +3,78 %, France hors Mayotte : +2,11 %).
| 1793 | 1800 | 1806 | 1821 | 1831 | 1836 | 1841 | 1846 | 1851 |
| ---- | ---- | ---- | ---- | ---- | ---- | ---- | ---- | ---- |
| 375  | 369  | 491  | 490  | 611  | 632  | 635  | 615  | 564  |

| 1856 | 1861 | 1866 | 1872 | 1876 | 1881 | 1886 | 1891 | 1896 |
| ---- | ---- | ---- | ---- | ---- | ---- | ---- | ---- | ---- |
| 588  | 547  | 505  | 483  | 488  | 474  | 434  | 416  | 421  |

| 1901 | 1906 | 1911 | 1921 | 1926 | 1931 | 1936 | 1946 | 1954 |
| ---- | ---- | ---- | ---- | ---- | ---- | ---- | ---- | ---- |
| 423  | 441  | 417  | 335  | 298  | 280  | 289  | 308  | 273  |

| 1962 | 1968 | 1975 | 1982 | 1990 | 1999 | 2004 | 2006 | 2009 |
| ---- | ---- | ---- | ---- | ---- | ---- | ---- | ---- | ---- |
| 232  | 226  | 213  | 190  | 190  | 178  | 174  | 169  | 175  |

| 2014 | 2019 | 2022 | - | - | - | - | - | - |
| ---- | ---- | ---- | - | - | - | - | - | - |
| 171  | 160  | 156  | - | - | - | - | - | - |

## Économie
La commune fait partie des zones d'appellation d'origine contrôlée (AOC) du madiran, du pacherenc-du-vic-bilh et du béarn.

## Culture locale et patrimoine

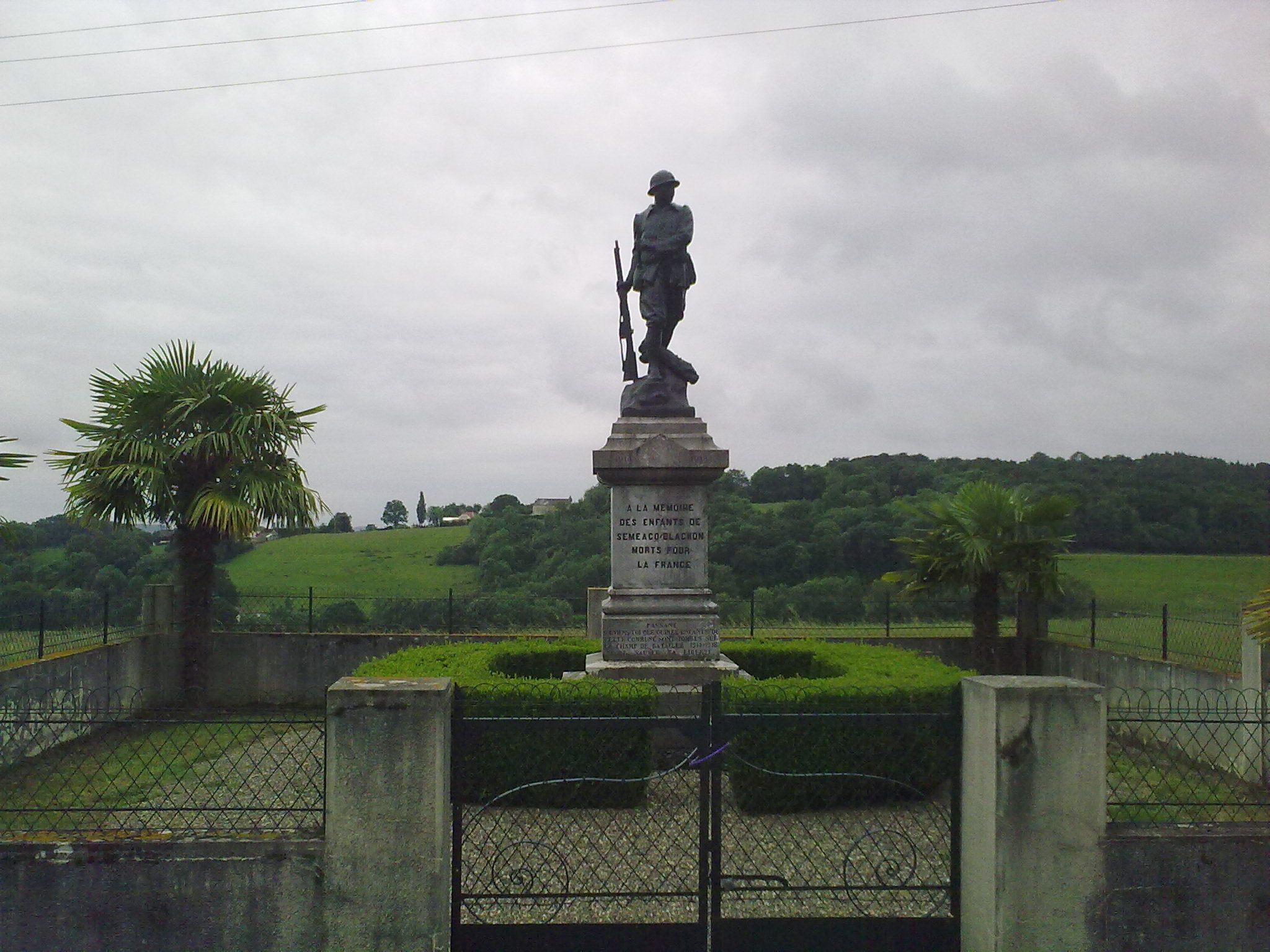
Le monument aux morts.
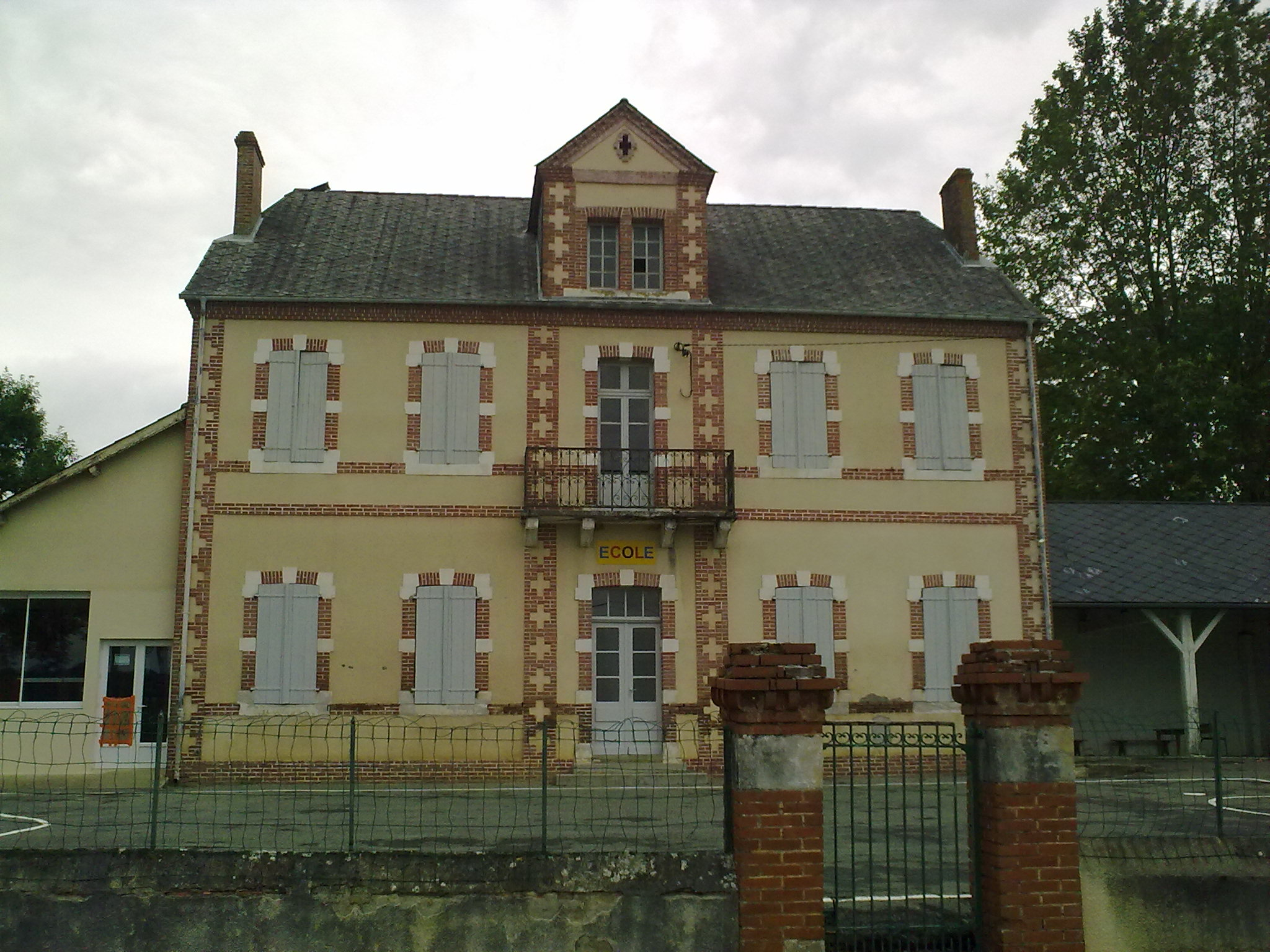
L'école élémentaire.
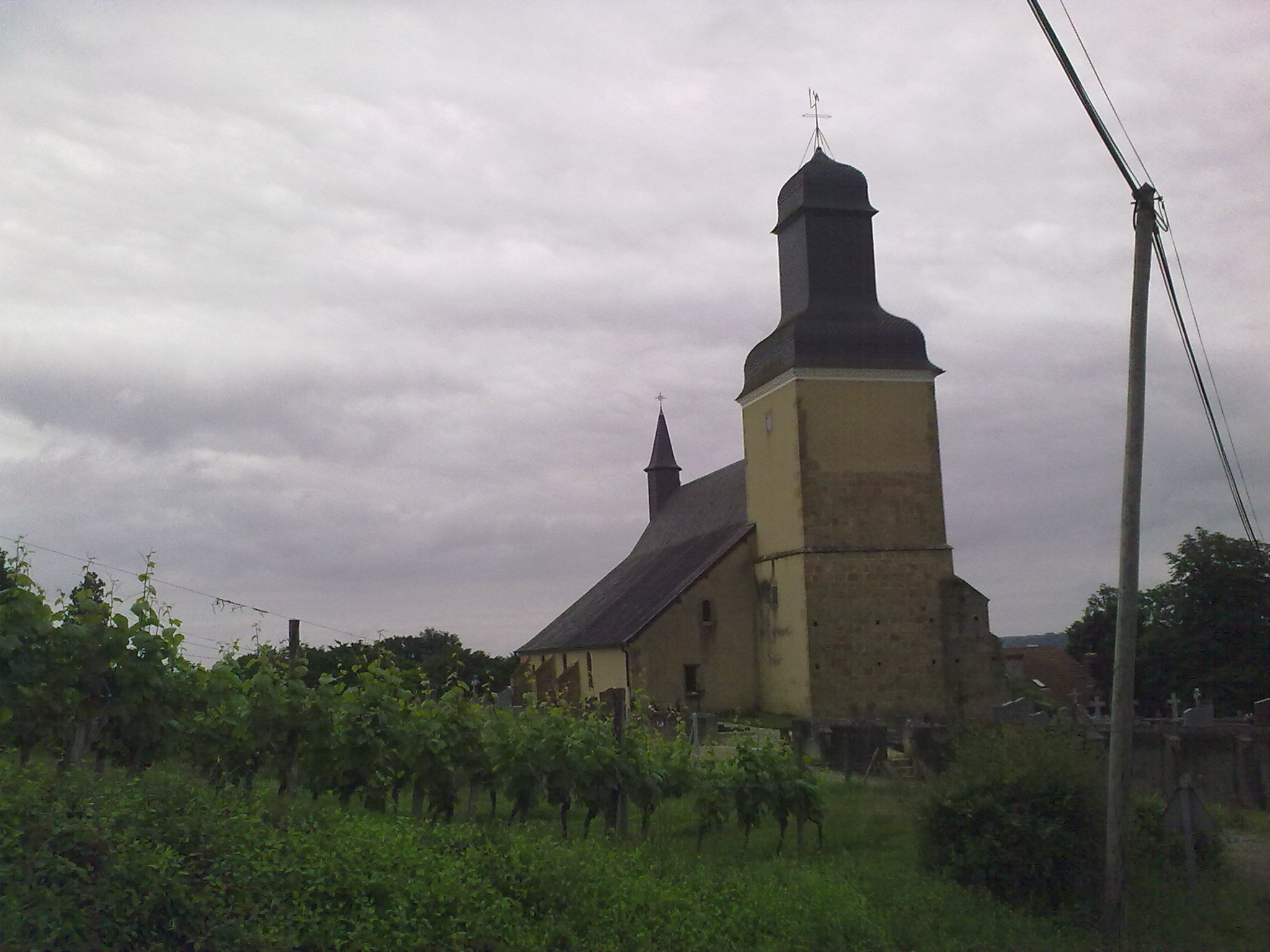
Une église de Séméacq-Blachon.
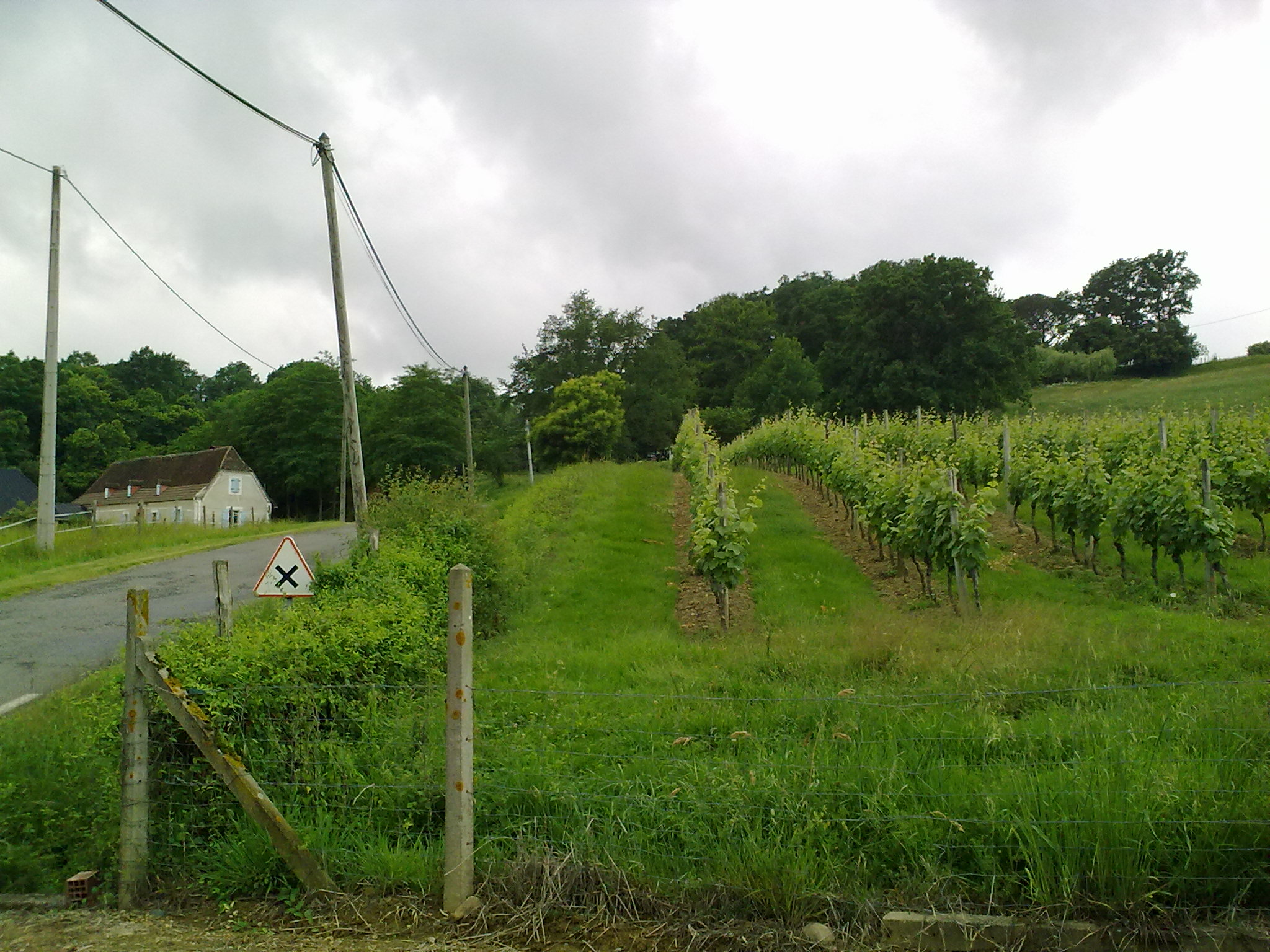
Vignobles de Séméacq-Blachon.

### Patrimoine civil
Le château de Blachon date de la fin du XVIe siècle.
La commune présente un ensemble de demeures et de fermes dont la construction date des XVIe, XVIIIe et XIXe siècles.
Le pigeonnier de Blachon-Château, signalé en 1675, semble avoir été reconstruit au XVIIIe siècle.

### Patrimoine religieux
L'église Saint-Orens, à Blachon, présente des vestiges datant du XIIe siècle. On y trouve un riche patrimoine inventorié par le ministère de la Culture (objets, mobilier et peintures).
L'église Saint-Vincent-Diacre, à Séméacq, date partiellement du XVIIe siècle. Elle recèle également du mobilier, des tableaux, des statues et des objets inscrits à l'inventaire général du patrimoine culturel.

## Équipements
Éducation
La commune dispose d'une école élémentaire.

## Personnalités liées à la commune
nées au XIXe siècle
- Maurice Delom-Sorbé, né en 1898 à Mont-de-Marsan et décédé en 1986 à Séméacq-Blachon, est un homme politique français.